# André-Auguste Tandon
Compléments
Un des précurseurs du Félibrige
André-Auguste Tandon est né à Montpellier le 15 juillet 1759 et décédé dans la même ville le 25 novembre 1824. Banquier de profession, il était aussi un poète languedocien.

## Biographie
Ses parents étaient Barthélémy Tandon, banquier et Jeanne Maurin.
Appelé « Le dernier troubadour », il est le grand-père maternel d'Alfred Moquin-Tandon.
Ses Fables et Contes en vers patois le font considérer comme un des précurseurs du Félibrige.